# Молодий ліс
Молодий ліс (пол. Młody las) — польський чорно-білий художній фільм режисера Юзефа Лейтеса. Знятий 1934 року. Сценарій написано на основі п'єси Яна Адольфа Херца.

## Сюжет
Фільм присвячений учнівському страйку під час революційних подій 1905 року у Польщі. Адміністрація гімназії вирішує вигнати з навчального закладу Яна Вальчака (Цибульський) через те, що він вступив у суперечку з професором, який, з погляду юнака, перебільшив роль російського полководця Олександра Суворова в історії. Він може бути залишений лише за умови публічного принизливого вибачення.
На тлі передреволюційних подій, що розвиваються, і прямого збройного протистояння з поліцією підлітки дізнаються ціну справжньої дружби і любові.

## У ролях
- Анатоль Штерн
- Богуслав Самборський
- Мечислав Цибульський
- Віктор Беганський
- Стефан Ярач
- Марія Бальцеркевич